# Heterocerus woodruffi
Heterocerus woodruffi is een keversoort uit de familie oevergraafkevers (Heteroceridae). De wetenschappelijke naam van de soort is voor het eerst geldig gepubliceerd in 1975 door Pacheco.